# The Morning Post
The Morning Post fu un quotidiano di indirizzo conservatore pubblicato a Londra dal 1772 al 1937, quando fu acquistato e assorbito dal The Daily Telegraph.

## Storia editoriale
Il giornale fu fondato da John Bell. Originariamente era un giornale vicino al partito Whig; fu comprato da Daniel Stuart nel 1795, che lo avvicinò moderatamente al partito Tory. Contribuì con un buon numero di scrittori noti, fra cui Samuel Taylor Coleridge, Charles Lamb, James Mackintosh, Robert Southey e William Wordsworth. Nei sette anni in cui fu sotto la proprietà di Stuart, le vendite del giornale salirono da 350 a più di 4000.
Dal 1803 fino alla sua morte, avvenuta tra il 1833 e il 1835, il proprietario e direttore del Post fu Nicholas Byrne, che poi passò la carica al figlio William.
In seguito il giornale fu comprato da un editore del Lancashire di nome Crompton. Nel 1848 Crompton assunse come direttore Peter Borthwick, uno scozzese che era stato un parlamentare conservatore per il collegio di Evesham dal 1835 al 1847. Quando Peter morì, nel 1852, suo figlio Algeron prese il suo posto. Durante gli anni 1850, il Post fu particolarmente vicino al ministro Palmerston.
Con l'aiuto di Andrew Montagu, Algeron comprò il Post nel 1876. Suo figlio Oliver (1873-1905) fu il responsabile commerciale e direttore, ma morì presto, e, al momento della morte del padre, avvenuta nel 1908, il controllo andò a sua sorella Lilias Borthwick (1871-1965), moglie di Seymour Henry Bathurst, VII conte di Bathurst (1864-1943).
Il giornale era noto per la sua attenzione alle attività dei ricchi e potenti e per il suo interesse negli affari esteri e negli eventi letterari e artistici.
Esso cominciò a pubblicare regolarmente notizie di suonate, concerti e opere all'inizio del Novecento e si dice che sia stato il primo quotidiano a farlo.
Nel 1881, esso designò la prima donna corrispondente di guerra quando (la sua redazione) mandò Florence Dixie in Sudafrica per comprendere la Prima Guerra Boera.
A cominciare dal 1900, il politico australiano Alfred Deakin scrisse commenti anonimi sulla politica australiana, continuando perfino dopo che fu diventato Primo Ministro.
Maurice Baring era una corrispondente estera per il giornale, facendo reportage dalla Manciuria, dalla Russia e da Costantinopoli (Istanbul) fra il 1904 e il 1909. Lei fu corrispondente di guerra con le forze russe durante la guerra Russo-Giapponese (1904-1905)
Howell Arthur Gwynne diventò editore nel 1911.
Il giornale provocò l'ira di tutti gli anti-colonialisti nel 1919 quando organizzò una colletta per una somma di £18,000 che doveva essere donata a Reginald Dyer, il generale del Massacro degli Armeni per i suoi servizi per l'Impero britannico al suo ritorno in Gran Britannia.

## La causa dell'Agitazione del Mondo
Il giornale guadagnò notorietà nel 1920 quando pubblicò una serie di 17 o 18 articoli basati sui falsi Protocolli dei Savi di Sion, testo precedentemente pubblicato in Russia da Sergei Nilus come l'ultimo capitolo, Capitolo XII, di Velikoe v malom... (Il Grande nel Piccolo: La Venuta dell'Anticristo e il Ruolo di Satana sulla Terra). È ancora largamente riconosciuto che Victor E. Marsden,  il corrispondente di scrivania del giornale russo, usò la copia di questo raro libro custodita al British Museum per tradurre questo ultimo capitolo per il giornale. Qualcuno ha dubitato di questo perché la pubblicazione anonima del 1923 citava Marsden nei crediti come traduttore della prefazione del pamphlet avvenuta tre anni dopo la morte di Marsden il 28 ottobre del 1920

## Anni finali
I Bathurst vendettero il giornale a un consorzio guidato dal Duca di Northumberland nel 1924. Nel 1937, il Morning Post fu venduto al Daily Telegraph, il quale era posseduto da William Berry. Il Post non rimase un giornale separato ma fu accorpato nel Telegraph.

## Direttori
- 1848: Peter Borthwick
- 1852: Algernon Borthwick
- 1905: Spenser Wilkinson
- 1905: Fabian Ware
- 1911: Howell Arthur Gwynne